# Montferrat (Isère)
Montferrat – miejscowość i gmina we Francji, w regionie Owernia-Rodan-Alpy, w departamencie Isère.
Według danych na rok 1990 gminę zamieszkiwało 1249 osób, a gęstość zaludnienia wynosiła 102 osób/km² (wśród 2880 gmin regionu Rodan-Alpy Montferrat plasuje się na 664. miejscu pod względem liczby ludności, natomiast pod względem powierzchni na miejscu 959.).